# Grafióza jilmu

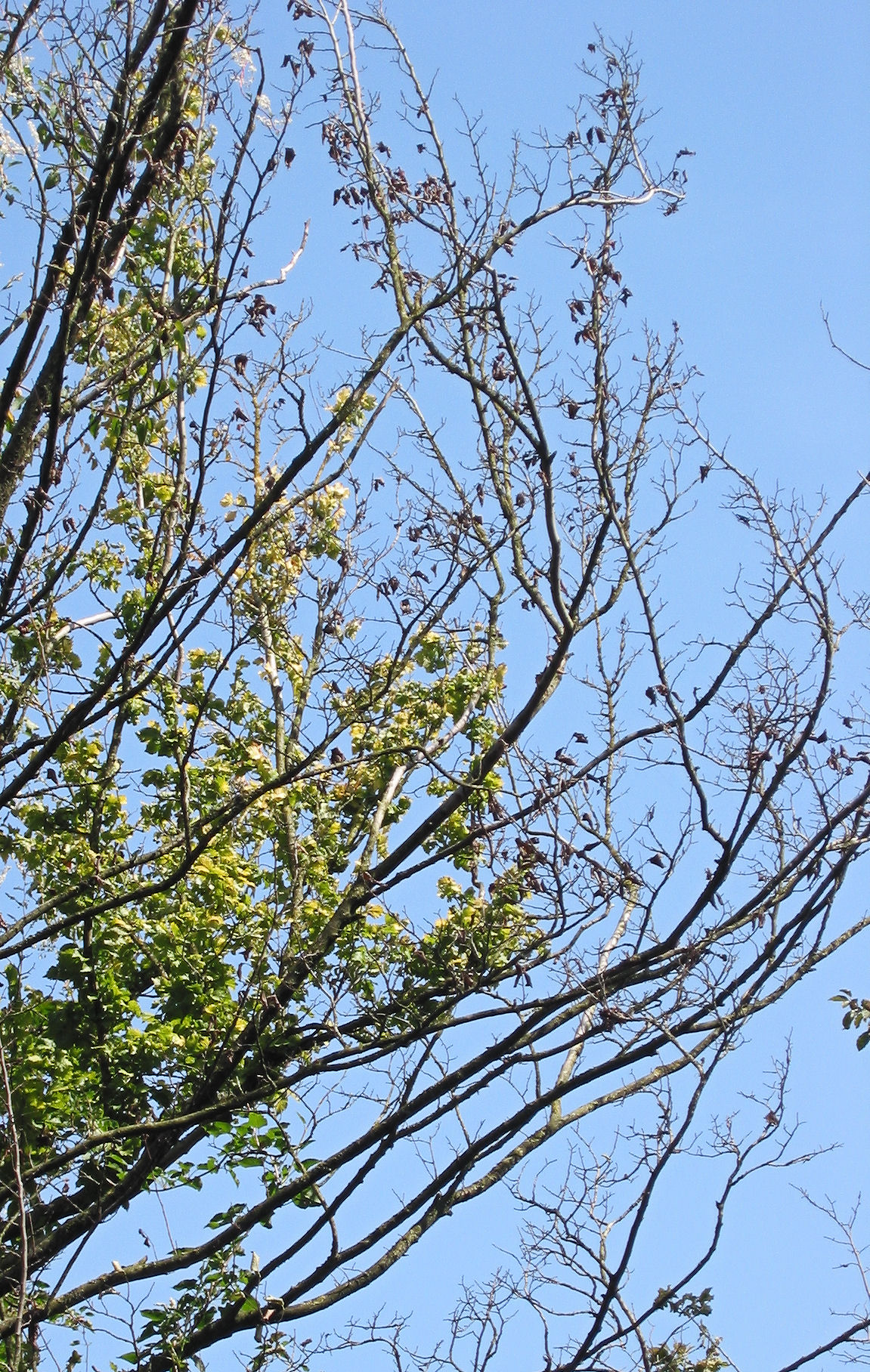
Jilm postižený grafiózou

Grafióza (nebo též holandská nemoc) je onemocnění postihující jilmy, které je způsobeno houbou druhu Ophiostoma novo-ulmi. Houba zamezuje protékání mízy cévami, což způsobuje postupné odumírání nejdříve větví, později celého stromu. Strom jakoby uschnul nastojato, pak z něho opadala i veškerá kůra, a bylo jen holé dřevo. Poslední zbytky uschlých jilmů byly na Pavlovských vrších (Pálava) vykáceny v 70. letech 20. století. Dnes je vzácností uvidět v lese zdravý, starý vzrostlý jilm. Je to vždy jen na místě, kde rostl zcela osamoceně mezi jinými druhy stromů.
Houbu přenáší kůrovec bělokaz pruhovaný (Scolytus multistriatus), živící se celulózou z jilmového dřeva. Celulózu ovšem neumí rozložit, proto na sobě přenáší houbu, která jí mimo jiné rozkládá.
První výskyt v Evropě byl zaznamenán roku 1920, a to v Nizozemsku – odtud název holandská nemoc.
Začátkem 21. století je už houbová choroba na ústupu a populace jilmů stoupá. Podle nových poznatků může být důvodem zlepšení (kromě posílení přirozené odolnosti) také houba Phomopsis oblonga (Desm.) Hoehn., která brání rozvinutí grafiózy nejen srůstáním s myceliem grafiózy, ale i odpuzováním přenašeče choroby.